# Manfred Liptow
Manfred Liptow (* 1948) ist ein deutscher Schauspieler, Synchron- und Hörspielsprecher.

## Leben und Karriere
Liptow absolvierte in den Jahren von 1963 bis 1965 eine Schauspielausbildung in Hamburg. Ab 1987 hatte er regelmäßige Auftritte in bekannten Hörspielserien, darunter Reihen wie Ein Fall für TKKG, Die drei ??? und Das Schloß-Trio.
Seit 2014 ist er in der Hörspielserie Geisterjäger John Sinclair in der Rolle des Vampirjägers Frantisek Marek zu hören. Daneben hatte er auch Auftritte in den Hörspielreihen Fünf Freunde, Dorian Hunter und Asterix, sowie in Sherlock Holmes & John H. Watson mit Sky du Mont und Hans Peter Korff. Für Die Alte und der Kommissar spricht Liptow seit 2019 den Kommissar a. D. Waldemar Hering, der in den Hörspielen zusammen mit der von Gerlinde Dillge gesprochenen Adele Fuchs ermittelt.
Als Schauspieler war Liptow in einer kleineren Rolle im Tatort, sowie im Großstadtrevier zu sehen. 2015 spielte er den Großvater im Kurzfilm Fin mit Claudius Franz.
Außerdem ist er als Synchronsprecher tätig. In den 1990er Jahren war er in insgesamt sechs Episoden der Zeichentrickserie Batman in verschiedenen Rollen zu hören. Für die deutschen Synchronfassungen der italienischen Fernsehserien 1992 – Die Zukunft ist noch nicht geschrieben und 1993 – Jede Revolution hat ihren Preis sprach er Miro Landoni als Dino Bosco. Er war außerdem die deutsche Stimme von Donald Sumpter in Charles Dickens: Der Mann, der Weihnachten erfand, sowie von Tony Haygarth in Bleak House.
Unter anderem synchronisierte Liptow auch Rollen in den Filmen Cobbler – Der Schuhmagier, Shakespeare für Anfänger, Die Legende des Ben Hall und Rhabarber Rhabarber. Für die zweite Staffel der britischen Fernsehserie Lark Rise to Candleford war er die Stimme von Twister Turrill, gespielt von Karl Johnson. In der Serie Titans sprach Liptow 2020 den Wissenschaftler Lionel Luthor, bei dem es sich um den Vater von Supermans Erzgegner Lex Luthor handelt.
In seiner Freizeit spielt Liptow Tennis. Er lebt in Hamburg.

## Hörspiele (Auswahl)
- seit 1987: verschiedene Rollen in Ein Fall für TKKG – Regie: Heikedine Körting (Europa), 11 Folgen, darunter:
  - 1988: als Paul Rode in Jagt das rote Geisterauto! (57)
  - 1990: als Dahong Wu in Herr der Schlangeninsel (73)
  - 1998: als Bürgermeister Spendenfroh in Mörderspiel im Burghotel (109)
  - 2002: als Paul Egon Flappe in Stundenlohn für flotte Gangster (131)
  - 2012: als Schneider in Abzocke im Online-Chat (179)
  - 2018: als Helmut Bor in Verschwörung auf hoher See (204)
- 1988–1989: verschiedene Rollen in Das Schloß-Trio (Europa), 6 Folgen
- 1988–1989, 2014: verschiedene Rollen in Die drei ??? – Regie: Heikedine Körting (Europa), 4 Folgen
  - 1988: als Mr. Sears in … und der höllische Werwolf (43)
  - 1989: als Dr. Gonzaga in … und der schrullige Millionär (46)
  - 1989: als Ganove George in … und die gefährlichen Fässer (48)
  - 2014: als Short in … und der Eisenmann (172)
- 1989: verschiedene Rollen in Knight Rider (Europa), 2 Folgen
- 1990: als Charly Miles in Airwolf: In der Gewalt der Mafia (14) (Europa)
- 2007: als Mr. Marks in Fünf Freunde: … und das Rätsel der Zinnmine (73) (Europa)
- 2013: als Glen Hoskins in Dorian Hunter: Herbstwind (21) – Regie: Marco Göllner (Zaubermond-Audio)
- seit 2014: als Frantisek Marek, der Pfähler in Geisterjäger John Sinclair – Regie: Dennis Ehrhardt (Lübbe Audio)
- 2014: als Simon Gilmor in Fünf Freunde: … und die Entführung im Skigebiet (108) (Europa)
- 2018: als Inspektor Singleton in Dr. Thorndyke: Der rote Daumenabdruck (1) (Hermann Media Audiobooks)
- 2018: als Radscha Nihamavasah in Asterix: … im Morgenland (28) (Karussell)
- 2018: verschiedene Rollen in Sherlock Holmes & John H. Watson (Hermann Media Audiobooks), 2 Folgen
- seit 2019: als Kommissar a.D. Waldemar Hering in Die Alte und der Kommissar (Hermann Media Audiobooks)

## Synchronrollen (Auswahl)

### Filme
- 1997: Thurston Hall als Worthington James in Vertauschtes Glück
- 2009: Pierre Grasset als Pascal in Der zweite Atem
- 2011: Geoffrey Burgi als Butch in Das Weihnachtshaus
- 2013: George Aguilar als Großvater Stein in Dreamkeeper
- 2014: Vito Passeri als Hausmeister in Die sieben schwarzen Noten
- 2014: Gabi Amrani-Gur als Gerichtsdiener in Get – Der Prozess der Viviane Amsalem
- 2014: Jon Kenny als Shanachie in Die Melodie des Meeres
- 2014: Fritz Weaver als Mr. Solomon in Cobbler – Der Schuhmagier
- 2015: Georges Wilson als Francesco in Quäle nie ein Kind zum Scherz
- 2016: Maitland Chandler als Freddy in Shakespeare für Anfänger
- 2016: Gamil Barsoum als Salah in Clash
- 2016: Andy McPhee als Gordon in Die Legende des Ben Hall
- 2017: Guus Dam als Bert in Rhabarber Rhabarber
- 2017: Masashi Arifuku als Heisuke in Mr. Long
- 2017: Rudolf Schündler als Professor Alec Milius in Suspiria
- 2017: Donald Sumpter als Geist Jacob Marleys in Charles Dickens: Der Mann, der Weihnachten erfand

### Serien
- 1990: Peter Brown als Bucky Allen in Baywatch – Die Rettungsschwimmer von Malibu
- 1994: Herb Edelman als Mr. Stern in Batman (2 Folgen)
- 1995: Mark Walters als Duane Hopkins in Walker, Texas Ranger (1 Folge)
- 1995: Jim Henson’s Dog City (verschiedene Rollen, 3 Folgen)
- 1995: William Bryant als Sheriff in Batman (1 Folge)
- 1996: Tom Kenny als Nachrichtensprecher in Rockos modernes Leben (1 Folge)
- 1996: Carlos Alazraqui als Bud in Rockos modernes Leben (1 Folge)
- 1998: Ian Patrick Williams als Doktor in Batman (1 Folge)
- 1998: John Gerry als Perry in Batman (1 Folge)
- 1999: Barry Bostwick als Bernie Benson in Batman (1 Folge)
- 2001: Ikkei Seta als Firmenchef in Kamikaze Kaito Jeanne (1 Folge)
- 2009: Phil Vischer als George in VeggieTales (1 Folge)
- 2013: Tony Haygarth als Gridley in Bleak House (3 Folgen)
- 2013: Karl Johnson als Twister Turrill in Lark Rise to Candleford
- 2014–2015: Tim Barlow als Jack in Derek (14 Folgen)
- 2015: Miro Landoni als Dino Bosco in 1992 – Die Zukunft ist noch nicht geschrieben (3 Folgen)
- 2015, 2018: Takashi Inagaki als Cain Barzad in The Seven Deadly Sins (7 Folgen)
- 2018: Miro Landoni als Dino Bosco in 1993 – Jede Revolution hat ihren Preis (3 Folgen)
- 2020: Peter MacNeill als Lionel Luthor in Titans (1 Folge)

## Filmografie
- 1989: Großstadtrevier (Fernsehserie, 1 Folge)
- 1991: Tatort: Tod eines Mädchens (Fernsehfilm)
- 2015: Fin (Kurzfilm)